# Maria Gustava Gyllenstierna
Maria Gustava Gyllenstierna (Stoccolma, 27 ottobre 1672 – Tyresö, 5 novembre 1737) è stata una poetessa, traduttrice e letterata svedese.

## Biografia
Figlia del conte Christoffer Gyllenstierna e di Gustava Juliana Oxenstierna, Maria Teresa nasce a Stoccolma nel 1672. Nel 1693 si sposa con il conte Karl Bonde di Björnö, con cui ebbe cinque figli.
Dopo la morte del marito nel 1699, visse nel castello di Tyresö, che aveva ereditato da sua nonna Maria Sofia De la Gardie. Durante l'invasione russa del 1719-1721, Gyllenstierna salvò il castello dal saccheggio grazie ad uno stratagemma. Abbatté le torri del palazzo, il che, da lontano, diede ai russi l'impressione che il palazzo fosse già stato saccheggiato: perciò essi si ritirarono e il palazzo fu salvato. La sua relazione sui saccheggi compiuti dai russi è un documento prezioso per la ricostruzione storica delle topografia della regione e le infrastrutture dell'epoca.
Le fonti descrivono Gyllenstierna come una delle donne più dotte della sua epoca, e affermano che la sua superiorità intellettuale la rese alquanto impopolare tra l'aristocrazia maschile, non certo abituata a trattare le donne come loro pari. Gyllenstierna traduce in svedese opere straniere, e compone una complessa opera poetica sulla vita di Gesù (1730-36), oltre a numerosi altri sonetti. Si circonda a Tyresö di una cerchia di intellettuali e lavora a stretto contatto con Sophia Elisabet Brenner, altra celebre letterata svedese del tempo, alla quale è legata dal comune sforzo per una maggiore presenza delle donne nella vita culturale del paese ed il comune impegno a perfezionare lo svedese come lingua letteraria.
La sua opera più importante è la prima traduzione in lingua svedese delle opere di Giuseppe Flavio compiuta sulla base della versione francese di Arnauld D'Andilly. La traduzione è pubblicata in cinque volumi di cui solo il primo vede la luce nel 1713 e gli altri tra il 1747 e il 1752, dopo la morte dell'autrice. Gyllenstierna diventa così in assoluto una delle prime donne ad occuparsi di studi giudaici antichi.
Morì al castello di Tyresö nel 1737 e fu sepolta nella chiesa del luogo.